# Serjania rufa
Serjania rufa är en kinesträdsväxtart som beskrevs av Ludwig Radlkofer. Serjania rufa ingår i släktet Serjania och familjen kinesträdsväxter. Inga underarter finns listade i Catalogue of Life.